# Лукове (Смолевицький район)
Лукове (біл. вёска Лукава) — село в складі Смолевицького району Мінської області, Білорусь. Село підпорядковане Драчківській сільській раді, розташоване в центральній частині області.